# Lee Ufan
Lee Ufan (Koreaans: 이우환) (Haman-gun (Gyeongsangnam-do), 24 juni 1936) is een Koreaans minimalistisch schilder, beeldhouwer, dichter en filosoof. Hij werkt in Japan en Frankrijk.
In Japan is een museum gewijd aan zijn werk in de Benesse Art Site Naoshima terwijl zijn werk ook is opgenomen in beroemde museumcollecties zoals het MoMA en Guggenheim Museum in New York, het Centre Georges Pompidou in Parijs, de Tate Gallery in Londen en het Nederlandse Kröller-Müller Museum.
Hij kreeg in de zomer van 2024 een solotentoonstelling in de tuinen van het Rijksmuseum Amsterdam.